# Паросочетание
В теории графов паросочетание, или независимое множество рёбер в графе, — это набор попарно несмежных рёбер.

## Определение
Пусть дан граф G = (V,E), паросочетание M в G — это множество попарно несмежных рёбер, то есть рёбер, не имеющих общих вершин, т.е. {\displaystyle \forall e,f\in M:e\cap f=\emptyset }.

### Связанные определения
Максимальное паросочетание — это такое паросочетание M в графе G, которое не содержится ни в каком другом паросочетании этого графа, то есть к нему невозможно добавить ни одно ребро, которое бы являлось несмежным ко всем рёбрам паросочетания. Другими словами, паросочетание M графа G является максимальным, если любое ребро в G имеет непустое пересечение, по крайней мере, с одним ребром из M. Ниже приведены примеры максимальных паросочетаний (красные рёбра) в трёх графах.
Наибольшее паросочетание (или максимальное по размеру паросочетание)— это такое паросочетание, которое содержит максимальное количество рёбер.
Число паросочетания
{\displaystyle \nu (G)} графа {\displaystyle G} — это число рёбер в наибольшем паросочетании. У графа может быть множество наибольших паросочетаний. При этом любое наибольшее паросочетание является максимальным, но не любое максимальное будет наибольшим. Следующие три рисунка показывают наибольшие паросочетания в тех же трёх графах.
Некоторые авторы используют термин «максимальное паросочетание» для наибольшего паросочетания.
Совершенным паросочетанием (или 1-фактором) называется паросочетание, в котором участвуют все вершины графа. То есть любая вершина графа инцидентна ровно одному ребру, входящему в паросочетание. Фигура (b) на рисунке выше является примером такого паросочетания. Любое совершенное паросочетание является наибольшим и максимальным. Совершенное паросочетание является также рёберным покрытием минимального размера. В общем случае {\displaystyle \nu (G)\leq \rho (G)}, где {\displaystyle \rho (G)} — число рёберного покрытия графа {\displaystyle G}, иными словами, размер наибольшего паросочетания не превосходит размера наименьшего рёберного покрытия. 
Почти совершенным паросочетанием называется паросочетание, в котором не участвует ровно одна вершина. Это может произойти, если граф имеет нечётное число вершин. На рисунке выше паросочетание в графе (c) является почти совершенным. Если для любой вершины в графе существует почти совершенное паросочетание, не содержащее именно эту вершину, граф называется факторно-критическим.
Пусть задано паросочетание M.
- чередующийся путь — это путь, в котором рёбра поочерёдно принадлежат паросочетанию и не принадлежат ему.
- пополняющий путь (или увеличивающий путь) — это чередующийся путь, начинающийся и кончающийся свободными вершинами (то есть не участвующими в паросочетании).

Лемма Бержа утверждает, что паросочетание является наибольшим в том и только в том случае, если не существует пополняющего пути.

## Свойства
- Число совершенных паросочетаний в двудольном графе равно перманенту его матрицы смежности.
- В любом графе без изолированных вершин число паросочетания и число рёберного покрытия в сумме дают число вершин[8].
  - В частности, если существует совершенное паросочетание, то оба числа равны |V| / 2.

- Если A и B — два максимальных паросочетания, то |A| ≤ 2|B| и |B| ≤ 2|A|. Чтобы это увидеть, заметьте, что каждое ребро из B \ A может быть сопряжено максимум двум рёбрам из A \ B поскольку A — паросочетание. Однако каждое ребро A \ B сопряжено с ребром B \ A ввиду того, что B — максимальное. Следовательно,
{\displaystyle |A\setminus B|\leq 2|B\setminus A|}

Далее мы имеем
{\displaystyle |A|=|A\cap B|+|A\setminus B|\leq 2|B\cap A|+2|B\setminus A|=2|B|}
- В частности, отсюда вытекает, что любое максимальное паросочетание является 2-аппроксимацией наибольшего паросочетания, а также 2-аппроксимацией минимального максимального паросочетания. Это неравенство точное. Например, если G — путь с тремя рёбрами и 4 вершинами, минимальный размер максимального паросочетания равен 1, а размер наибольшего паросочетания равен 2.

## Многочлен паросочетаний
Производящая функция числа k-рёберных паросочетаний в графе называется многочлен паросочетаний.
Пусть G — граф и mk — число k-рёберных паросочетаний.
Полиномом паросочетаний графа G будет
{\displaystyle \sum _{k\geq 0}m_{k}x^{k}}
Есть другое определение полинома паросочетаний
{\displaystyle \sum _{k\geq 0}(-1)^{k}m_{k}x^{n-2k}},
где n — число вершин в графе.
Оба определения имеют свои области применения.

## Алгоритмы и вычислительная сложность

### Наибольшее паросочетание в двудольном графе
Задачи нахождения паросочетания часто возникают при работе с двудольными графами. Поиск наибольшего паросочетания в двудольном графе
{\displaystyle G=(V=(X,Y),E)} является, пожалуй, простейшей задачей.
Алгоритм пополняющего пути получает его, находя пополняющий путь из каждой вершины {\displaystyle x\in X} в {\displaystyle Y} и добавляя его в паросочетание, если путь будет найден. Альтернативный способ решения заключается в том, что паросочетание будет дополняться до тех пор, пока существуют расширяющие дополняющие пути:
1. Установи {\displaystyle M=\emptyset }.
2. Пока имеются расширяющие пополняющие пути {\displaystyle P}:
  1. {\displaystyle M=M\oplus E(P)}, где {\displaystyle \oplus } - симметрическая разность множеств.

Пополняющий путь - это путь вида {\displaystyle v_{0},\{v_{0},v_{1}\},v_{1},\{v_{1},v_{2}\},v_{2},\dots ,v_{l-1},\{v_{l-1},v_{l}\},v_{l}}, для которого истинно {\displaystyle \{v_{i-1},v_{i}\}\in M\Leftrightarrow \{v_{i},v_{i+1}\}\notin M} при {\displaystyle 0\leqslant i\leqslant l}. Пополняющий путь называется расширяющим, если {\displaystyle v_{0},v_{l}\notin M}. 
Лемма: Для любого графа {\displaystyle G=(V,E)}, паросочетания {\displaystyle M} и пополняющего пути {\displaystyle P} справедливо {\displaystyle M\oplus E(P)} паросочетание и {\displaystyle |M\oplus E(P)|=|M|+1}. Доказательство: Пусть {\displaystyle G'=(V,M)}, {\displaystyle G''=(V,M\oplus E(P))} и {\displaystyle v} - начальная вершина {\displaystyle P}, так что {\displaystyle \delta _{G'}(v)=0} и {\displaystyle \delta _{G''}(v)=1}, а также {\displaystyle w} - последняя вершина {\displaystyle P}, так что {\displaystyle \delta _{G'}(w)=0} и {\displaystyle \delta _{G''}(w)=1}, и {\displaystyle u} - промежуточная вершина {\displaystyle P}, так что {\displaystyle \delta _{G'}(u)=\delta _{G''}(u)=1}. Из этого следует, что в граф будет добавлено на одно ребро больше, чем удалено из него.
Лемма: Для любого графа {\displaystyle G=(V,E)} и паросочетаний {\displaystyle M}, {\displaystyle N} таких, что {\displaystyle |M|<|N|} справедливо следующее: граф {\displaystyle H=(V,M\oplus N)} содержит минимум {\displaystyle |N|-|M|} не пересекающихся в вершинах пополняющих путей относительно {\displaystyle M} в {\displaystyle G}. Доказательство: Пусть {\displaystyle G_{M}=(V,M)} и {\displaystyle G_{N}=(V,N)}, при этом действительно {\displaystyle \delta (G_{M})\subset \{0,1\}} и {\displaystyle \delta (G_{N})\subset \{0,1\}} и таким образом следует {\displaystyle \delta (H)\subset \{0,1,2\}}. Пусть {\displaystyle G_{i}=(V,E_{i})} при {\displaystyle 1\leqslant i\leqslant g} компоненты связности графа {\displaystyle H}. Из {\displaystyle \delta (H)\subset \{0,1,2\}} следует
- {\displaystyle G_{i}} является изолированной вершиной или
- {\displaystyle G_{i}} является циклом четной длины или
- {\displaystyle G_{i}} является путем четной длины или
- {\displaystyle G_{i}} является путем нечетной длины

Вершины в {\displaystyle G_{i}} происходят попеременно из {\displaystyle M} и {\displaystyle N}. Пусть {\displaystyle d(G_{i})=|E_{i}\cap N|-|E_{i}\cap M|\subset \{-1,0,1\}}
, а {\displaystyle d(G_{i})=1} только если {\displaystyle G_{i}} - пополняющий путь. {\displaystyle \sum _{i=1}^{g}d(G_{i})=|N\setminus M|-|M\setminus N|=|N|-|M|} и это означает, что должно существовать минимум {\displaystyle |N|-|M|} компонент {\displaystyle G_{i}} с {\displaystyle d(G_{i})=1} и, как следствие, дополняющих путей. Согласно определению компонент связности, такие дополняющи пути не будут пересекаться в вершинах.
Найти дополняющий путь можно следующим образом:
1. Даны {\displaystyle G=(V,W,E)} двудольный граф и паросочетание {\displaystyle M}.
2. Создай {\displaystyle G'=(V\cup W,E'\cup E'')}, где
  1. {\displaystyle E'=\{(v,w)\mid \{v,w\}\in E\setminus M\land v\in V\land w\in W\}}
  2. {\displaystyle E''=\{(w,v)\mid \{v,w\}\in M\land v\in V\land w\in W\}}
3. Поиск дополняющего пути сводится к поиску в {\displaystyle G'} из свободной вершины {\displaystyle v\in V} в свободную вершину {\displaystyle w\in W}.

Поскольку пополняющий путь может быть найден за {\displaystyle O(|E|)} - время поиска в глубину, время работы алгоритма составит {\displaystyle O(|V||E|)}. Это решение эквивалентно добавлению суперисточника {\displaystyle s} с рёбрами ко всем вершинам {\displaystyle X}, и суперстока {\displaystyle t} с рёбрами из всех вершин {\displaystyle Y} (трансформация графа займет {\displaystyle O(n+m)}, и поиску максимального потока из {\displaystyle s} в {\displaystyle t}. Все рёбра, по которым идёт поток из {\displaystyle X} в {\displaystyle Y}, образуют максимальное паросочетание, а размер наибольшего паросочетания будет равен величине потока. Несколько быстрее работает алгоритм Хопкрофта — Карпа, работающий за время {\displaystyle O({\sqrt {V}}E)}. Другой подход базируется на алгоритме быстрого умножения матриц и даёт сложность {\displaystyle O(V^{2.376})}, что в теории лучше для достаточно плотных графов, но на практике алгоритм медленнее.

### Во взвешенном двудольном графе
Во взвешенном двудольном графе каждому ребру приписывается вес. Паросочетание максимального веса в двудольном графе определяется как паросочетание, для которого сумма весов рёбер паросочетания имеет максимальное значение. Если граф не является полным двудольным, отсутствующие рёбра добавляются с нулевым весом. Задача поиска такого паросочетания известна как задача о назначениях. Замечательный венгерский алгоритм решает задачу о назначениях и был одним из первых алгоритмов комбинаторной оптимизации. Задача может быть решена с помощью модифицированного поиска кратчайшего пути в алгоритме пополняющего пути.
Если используется алгоритм Беллмана — Форда, время работы будет {\displaystyle O(V^{2}E)}, или цену ребра можно сдвинуть для достижения времени {\displaystyle O(V^{2}\log {V}+VE)} при применении алгоритма Дейкстры с Фибоначчиевой кучей.

### Наибольшие паросочетания
Имеется алгоритм полиномиального времени для нахождения наибольшего паросочетания или паросочетания максимального веса в графе, не являющемся двудольным. Следуя Джеку Эдмондсу его называют методом путей, деревьев и цветов или просто алгоритмом Эдмондса для паросочетаний. Алгоритм использует двунаправленные дуги.
Обобщение той же техники может быть использовано для поиска максимального независимого множества в графах без клешней. Алгоритм Эдмодса был впоследствии улучшен до времени работы {\displaystyle O({\sqrt {V}}E)}, что соответствует алгоритмам для двудольных графов.
Другой (рандомизированный) алгоритм, разработанный Муча и Санковсим (Mucha, Sankowski), основанный на быстром произведении матриц, даёт сложность {\displaystyle O(V^{2.376})}.

### Максимальные паросочетания
Максимальное паросочетание можно найти простым жадным алгоритмом.
Cамым большим максимальным паросочетанием является наибольшее паросочетание, которое может быть найдено за полиномиальное время. Pеализация с использованием псевдокода:
1. Дан граф {\displaystyle G=(V,E)}.
2. Установи {\displaystyle M=\emptyset }.
3. Пока множество {\displaystyle E} не пустое:
  1. Выбери {\displaystyle e\in E}.
  2. Установи {\displaystyle M=M\cup \{e\}}.
  3. Установи {\displaystyle E=\{e'\in E\mid e'\cap e=\emptyset \}}.
4. Выведи {\displaystyle M}.

Однако неизвестно никакого полиномиального по времени алгоритма для нахождения наименьшего максимального паросочетания, то есть максимального паросочетания, содержащего наименьшее возможное число рёбер.
Заметим, что наибольшее паросочетание из k рёбер является рёберным доминирующим множеством с k рёбрами. И обратно, если задано минимальное рёберное доминирующее множество с k рёбрами, мы можем построить наибольшее паросочетание с k рёбрами за полиномиальное время. Таким образом, задача нахождения минимального по размеру максимального паросочетания эквивалентна задаче нахождения минимального рёберного доминирующего множества. Обе эти задачи оптимизации известны как NP-трудные, а их распознавательные версии являются классическими примерами NP-полных задач. Обе задачи могут быть аппроксимированы с коэффициентом 2 с полиномиальным временем — просто находим произвольное максимальное паросочетание M.

### Задачи перечисления
Число паросочетаний в графе известно как индекс Хосойи. Вычисление этого числа является #P-полной задачей. Задача остаётся #P-полной в специальном случае перечисления совершенных паросочетаний в двудольном графе, поскольку вычисление перманента случайной 0-1 матрицы (другая #P-полная задача) — это то же самое, что вычисление числа совершенных паросочетаний в двудольном графе, имеющем заданную матрицу в качестве матрицы смежности. Существует, однако, рандомизированная аппроксимационная схема полиномиального времени для вычисления числа паросочетаний в двудольном графе. Замечательная теорема Кастелейна, утверждающая, что число совершенных паросочетаний в планарном графе может быть вычислено в точности за полиномиальное время с помощью алгоритма FKT.
Число совершенных паросочетаний в полном графе Kn (с чётным n) задаётся двойным факториалом (n − 1)!!. Число паросочетаний в полном графе без ограничения, чтобы паросочетание было совершенным, задаётся телефонными номерами.

### Нахождение всех рёбер, паросочетаемых рёбер
Одной из основных задач в теории паросочетаний является поиск всех рёбер, которые могут быть расширены до наибольшего паросочетания. Лучший детерминированный алгоритм решения этой задачи работает за время {\displaystyle O(VE)}.
Существует рандомизированный алгоритм, решающий задачу за время {\displaystyle {\tilde {O}}(V^{2.376})}.
В случае двудольного графа можно найти наибольшее паросочетание и использовать его для нахождения всех максимально паросочетаемых рёбер за линейное время;
что даст в результате {\displaystyle O(V^{1/2}E)} для общих двудольных графов и {\displaystyle O((V/\log V)^{1/2}E)} для плотных двудольных графов с {\displaystyle E=\Theta (V^{2})}.
В случае, если одно из наибольших паросочетаний известно заранее, общее время работы алгоритма будет {\displaystyle O(V+E)}.

## Характеристики и замечания
Теорема Кёнига утверждает, что в двудольных графах размер наибольшего паросочетания равен размеру наименьшего вершинного покрытия. Из этого следует, что для двудольных графов задачи нахождения наименьшего вершинного покрытия, наибольшего независимого множества, и максимальной вершинной биклики могут быть решены за полиномиальное время.
Теорема Холла (или теорема о свадьбах) обеспечивает характеризацию двудольных графов, имеющих совершенные паросочетания, а теорема Татта даёт характеризацию произвольных графов.
Совершенное паросочетание порождает остовный 1-регулярный подграф, то есть 1-фактор. В общем случае остовный k-регулярный подграф — это k-фактор.

## Приложения
Структурная формула Кекуле ароматических соединений состоит из совершенных паросочетаний их углеродного скелета, показывая местоположение двойных связей в химической структуре. Эти структуры названы в честь Фридриха Августа Кекуле, который показал, что бензол (в терминах теории графов — это цикл из 6 вершин) может быть представлен в виде такой структуры.
Индекс Хосойи — это число непустых паросочетаний плюс единица. Он применяется в вычислительной и математической химии для исследования органических соединений.